# Schlacht bei Haselünne
Wallerfangen – Dömitz – Haselünne – Wittstock – Rheinfelden – Breisach – Wittenweiher – Vlotho – Ochsenfeld – Chemnitz – Bautzen – Freiberg – Riebelsdorfer Berg – Dorsten – Preßnitz – La Marfée – Wolfenbüttel – Kempener Heide – Schweidnitz – Breitenfeld – Tuttlingen – Freiburg – Philippsburg – Jüterbog –  Jankau – Herbsthausen – Alerheim – Brünn – Korneuburg – Totenhöhe – Hohentübingen –  Triebl – Zusmarshausen – Wevelinghoven – Dachau –  Prag
Die Schlacht bei Haselünne fand im Dreißigjährigen Krieg am 1. Januarjul. / 11. Januar 1636greg. zwischen einem schwedischen Regiment und kaiserlichen Truppen statt. Das Schlachtfeld lag zwischen Bawinkel und Haselünne bei Meppen.

## Ablauf
Dodo Freiherr zu Innhausen und Knyphausen (1583–1636), Herr von Meppen im Emsland, stand als Feldmarschall in schwedischen Diensten. Am 11. Januar 1636 zog er mit seinem Regiment und 1.500 Söldnern von Meppen in Richtung Osnabrück, um das Regiment mit dort stehenden schwedischen Verbänden zu vereinigen.
Der etwa 15 km östlich von Meppen liegende Ort Haselünne war von kaiserlichen Truppen unter Oberst Lautersheim besetzt, so dass Knyphausen wohl unter gehörigem Abstand von Meppen aus südwestlich von Haselünne in Richtung der Bauerschaft Bawinkel marschierte. Zwischen Haselünne und Bawinkel traf er auf das in voller Schlachtordnung aufgestellte 3.000 Mann starke Heer des Obersten Lautersheim. Der Feldmarschall befahl seinen Truppen, sich ebenfalls in Schlachtordnung zu formieren. Während der dafür nötigen Manöver traf ihn eine feindliche Kugel von hinten in den Kopf, so dass er sofort tot vom Pferd stürzte. Trotz des Todes ihres Anführers und deutlicher zahlenmäßiger Unterlegenheit gelang es den schwedischen Truppen unter Führung von Oberst Wilhelm Wendt zu Crassenstein, einen taktischen Sieg zu erringen.
Der kaiserliche Obrist Collard und ca. 1000 Mann waren gefallen, der Obrist Lautersheim (Ludderzen) war mit 500 Anderen in Gefangenschaft geraten. Außerdem erbeuteten die Schweden vier Kanonen, die Munition und sämtliche Bagage.
Die Leiche des Dodo von Inn- und Knyphausen wurde nach Meppen gebracht und einbalsamiert. Erst am 4. März 1636 wurde sie auf einem Schiff die Ems hinab nach Emden überführt und am 3. Mai 1636 in der Jennelter Kirche beigesetzt, wo der kupferne Prunksarg noch heute zu besichtigen ist.

## Ort der Schlacht
Der Begriff von der „Schlacht bei Haselünne“ ist örtlich irreführend. Tatsächlich dürfte sich das Kampfgeschehen nicht auf einem Schlachtfeld bei Haselünne, sondern nach Auflösung der Schlachtordnungen in Einzelgefechte und Verfolgung in der sich zwischen Bawinkel und Haselünne erstreckenden Landschaft ereignet haben (als angeblicher Gefechtsort wird auch die kleine Ortschaft Haverbeck genannt). Die einzige zeitgenössische schriftliche Quelle nennt als Ort der Schlacht „beij Bawinckel zwei Meile von Meppen“.